# Florimont
Florimont település Franciaországban, Territoire de Belfort megyében. Lakosainak száma 465 fő (2022. január 1.). Florimont Chavannes-les-Grands, Boron, Chavanatte, Courcelles, Courtelevant, Delle, Faverois, Suarce és Vellescot községekkel határos.

## Népesség
A település népességének változása:
| Lakosok száma | 455  | 457  | 446  | 450  | 447  | 449  | 457  | 465  |
|               | 2013 | 2015 | 2017 | 2018 | 2019 | 2020 | 2021 | 2022 |